# Geir Rönning
Geir Rönning (ur. 5 listopada 1962 w Ålesund) – norweski piosenkarz i autor piosenek. Reprezentant Finlandii w 50. Konkursie Piosenki Eurowizji (2005).

## Życiorys
Urodził się w Ålesund. Na początku lat 80. przeprowadził się do Oslo, a potem do Sztokholmu, gdzie zaczął karierę muzyczną.
W 1994 skomponował utwór „Gi alt vi har” dla norweskiego piosenkarza Jahna Teigena, z którym ten wystąpił w krajowych eliminacjach eurowizyjnych Melodi Grand Prix 1994. W kolejnych latach samodzielnie brał udział w finałach programu Melodi Grand Prix: w 1995 zajął siódme miejsce z piosenką „Uten lyst, uten tro”, w 1996 – drugie miejsce z piosenką „Uten de’”, a w 1997 – siódme miejsce z piosenką „Venter på deg”.
Pod koniec lat 90. przeprowadził się do Finlandii, gdzie został liderem i wokalistą zespołu rock and rollowego, a także gitarzystą grupy Leningrad Cowboys. W 1996 wydał swój debiutancki album studyjny, zatytułowany ...Første gang, na którym znalazło się sześć piosenek. Wydawnictwo promował singlami: „Uten de’”, „Som før” i „Med mé”.
Od 2002 kilkukrotnie brał udział w programie Euroviisut wyłaniającym reprezentanta Finlandii w Konkursie Poisenki Eurowizji: w 2002 zajął trzecie miejsce z piosenką „I Don’t Wanna Throw It All Away” (zdobywszy 36 183 głosów od telewidzów), w 2004 – piąte miejsce z piosenką „I Don’t Need to Say”, a w 2005 – pierwsze miejsce z piosenką „Why” (zdobywszy największą liczbę 30 648 głosów telewidzów), dzięki czemu został reprezentantem kraju w 50. Konkursie Piosenki Eurowizji w Kijowie. 19 maja wystąpił w półfinale konkursu i zajął 18. miejsce z 50 punktami na koncie, nie kwalifikując się do finału. W tym samym miesiącu wydał drugi album studyjny pt. Ready for the Ride. Płytę promował singlami: „Why” i tytułowym. Również w 2005 napisał piosenkę „Victory”, która została oficjalnym singlem Mistrz Świata w Lekkoatletyce organizowanych w Helsinkach, a także zagrał koncert w londyńskim The Albert Royal Hall. W październiku ogłosił napisanie piosenki z myślą o udziale w 51. Konkursie Piosenki Eurowizji.
W latach 2006–2007 występował w międzynarodowym kasynie w Helsinkach z projektem The Geir Rönning Show. W 2006 z piosenką „Lost and Found”, którą nagrał w duecie z Jorunem Erdalem, startował w norweskich eliminacjach eurowizyjnych Melodi Grand Prix 2006. Pomyślnie przeszli do finału selekcji, w którym zajęli czwarte miejsce.
W 2008 wydał trzeci album studyjny pt. Bare du som vet, a także nawiązał współpracę z kompozytorem Robertem Wellsem, z którym wystąpił podczas ceremonii otwarcia Mistrzostw Świata w Łyżwiarstwie Figurowym organizowanych w Göteborgu. W tym samym roku wziął udział w projekcie Wellsa zatytułowanym Rhapsody in Rock, z którym wyruszył w trasę koncertową oraz wystąpił m.in. podczas Letnich Igrzysk Olimpijskich organizowanych w Pekinie.
W 2009 wraz z André Noëlem Chakerem i Jukką Karjalainenem stworzył utwór „Champions of the Day”, który został oficjalną piosenką Mistrzostw Europy w Piłce Nożnej Kobiet organizowanych w Finlandii. Podczas ceremonii otwarcia imprezy zaśpiewał utwór w duecie z Karoliiną Kallio, wokalistką fińskiego zespołu Waldo’s People.
W październiku 2010 z piosenką „I Hate Myself for Loving You” brał udział w programie Euroviisut, jednak nie przeszedł przez ćwierćfinały. Również w 2010 brał udział w przesłuchaniach do siódmej edycji programu Idol. Dotarł do etapu odcinków na żywo i zajął siódme miejsce.
W latach 2011–2012 koncertował z Robertem Wellsem i projektem Rhapsody in Rock. W latach 2013–2014 występował w spektaklu Fighting Star wystawianym w Waasa Theatre w Vasie.

### Życie prywatne
Ma żonę i pięciu synów, w tym m.in. Olivera (ur. 2005).

## Dyskografia

### Albumy studyjne
- Første gang (1996)
- Ready for the Ride (2005)
- Bare du som vet (2008)

### Single
- 1996 – „Uten de’”
- 1996 – „Som før”
- 1996 – „Med mé”
- 2002 – „I Don’t Wanna Throw It All Away”
- 2004 – „I Don’t Need to Say”
- 2005 – „Why”
- 2005 – „Ready for the Ride”
- 2005 – „Victory” (oficjalny hymn Mistrz Świata w Lekkoatletyce 2005)
- 2006 – „Lost and Found” (z Jorunem Erdalem)
- 2009 – „Champions of the Day” (z Karoliiną Kallio; oficjalny hymn Mistrzostw Europy w Piłce Nożnej Kobiet 2009)